# Conaire Cóem
Conaire II ou Conaire Cóem (le Magnifique) est, selon les traditions historiques médiévales, un Ard ri Erenn qui aurait régné de 157 à 165 d’après les dates traditionnelles des annales des quatre maîtres. Son nom n'est pas évoqué dans le Baile Chuind Chétchathaig.

## Biographie
Connaire II est considéré comme le fils de Mug Láma, ou Modh Lamha un descendant à la cinquième génération de l’Ard ri Erenn Conaire Mór (Le Grand) et d’Eithne une fille de Lughaidh mac Daire.
Conaire Cóem est également le gendre et successeur de Conn Cétchathach, Après un règne de huit années au terme desquelles il est vaincu et tué par Neimhidh mac Sruibhgheann lors de la bataille de Gruitine. Conaire a comme successeur son beau-frère le fils de Conn Art Mac Cuinn pendant que son vainqueur épouse sa veuve.

## Postérité
Conaire II est célèbre dans les généalogies irlandaises par sa postérité. De Sarait la fille de Conn il aurait en effet laissé trois fils homonymes « Na Trí Coipri » :
- Coirpre Músc, ancêtre du Múscraige et Corcu Duibne ;
- Coirpre Baschaín, ancêtre des Corcu Baiscinn ;
- Coirpre Rígfhota ou Ríata, ancêtre des rois de Dál Riata d’Ulaid puis d’Alba.

## Sources
- (en) Cet article est partiellement ou en totalité issu de l’article de Wikipédia en anglais intitulé « Conaire Cóem » (voir la liste des auteurs), édition du 22 janvier 2009.
- (en) Edel Bhreathnach (Ouvrage collectif sous la direction de), The Kingship and landscape of Tara, Dublin, Four Courts Press, 2005, 536 p. (ISBN 1851829547), p. 340-341. The legendary Conachta.